# Eloeophila paraprilina
Eloeophila paraprilina är en tvåvingeart som först beskrevs av Alexander 1937.  Eloeophila paraprilina ingår i släktet Eloeophila och familjen småharkrankar. Inga underarter finns listade i Catalogue of Life.